# 노인을 위한 나라는 없다 (영화)
《노인을 위한 나라는 없다》(No Country for Old Men)는 2007년 코언 형제가 감독하고 토미 리 존스, 하비에르 바르뎀, 조시 브롤린 등이 출연한 미국의 범죄 스릴러 영화이다. 코맥 매카시의 동명의 소설을 원작으로 하는 이 영화는 1980년대 서부 텍사스 사막지대를 배경으로 하여 큰 행운을 손에 넣은 어느 평범한 남자와 그를 죽이러 쫓아다니는 암살범(킬러), 그리고 어느 보안관의 이야기를 담고 있다.

## 줄거리
황량하고 무질서한 1980년 6월의 서부 텍사스. 에드 톰 벨(토미 리 존스 역)은 할아버지와 아버지의 뒤를 이어 자신이 보안관으로 근무하고 있는 그곳에서 날이 갈수록 늘어나는 폭력 사태를 보며 슬퍼한다.
사냥꾼인 루엘린 모스 (조시 브롤역)는 틀어진 마약 거래로 인해 유혈 사태가 휩쓸고 지나간 곳을 지나게 된다. 사람과 개의 시체들이 널브러져 있고 물을 구걸하고 있는 부상당한 멕시코인과 200만 달러가 든 돈가방이 있는 가운데 그는 돈가방을 챙겨 들고 집으로 돌아간다. 그 날 밤 모스는 그곳을 다시 가 아까 그 멕시코인에게 물을 주려고 돌아가지만 곧 트럭에 탄 두 남자에게 쫓기는 신세가 되고 타고 다니던 차도 잃어버린다. 집에 돌아온 그는 돈을 챙긴 다음 아내 칼라 진(켈리 맥도널드 역)은 장모 편으로 보내고 모텔로 피신해 객실의 통풍구에 돈가방을 숨긴다.
자객인 안톤 쉬거(하비에르 바르뎀 역)는 돈을 되찾아 달라는 의뢰를 받았다. 벌써 보안관을 목졸라 죽이고 탈주한 다음 권총으로 어느 차 운전자도 죽이고 그 차까지 빼앗은 그는 이제 거래 상대의 돈가방을 쫓는 일을 맡아 하고 있다. 그 날 밤 모스의 은신처를 습격한 그는 모스를 숨겨주던 멕시코인들을 놀랜 다음 죽인다. 하지만 모스는 이미 반대편의 방을 빌려 그곳으로 피한 상태였고 쉬거가 돈가방을 찾아 통풍구를 열었을 때 모스는 이미 돈가방을 들고 모텔을 빠져나간 상태였다.

## 출연
- 토미 리 존스 (Tommy Lee Jones) - 에드 톰 벨
- 하비에르 바르뎀 (Javier Bardem) - 안톤 쉬거
- 조시 브롤린 (Josh Brolin) - 러웰린 모스
- 켈리 맥도널드 (Kelly Macdonald) - 칼라 진 모스
- 우디 해럴슨 (Woody Harrelson) - 칼슨 웰스
- 개릿 딜라헌트 (Garret Dillahunt) - 웬델